# PSO J318.5-22
PSO J318.5-22 (PSO J318.5338−22.8603) — подтверждённый межзвёздный объект и кандидат в планеты в созвездии Козерога, который не обращается вокруг звезды.
Объект находится примерно в 80 световых годах от Солнца и относится к движущейся группе звёзд Беты Живописца. PSO J318.5-22 была открыта в 2013 году при обработке изображений, полученных телескопом PS1 панорамного обзора Pan-STARRS, а затем подтверждена при наблюдении с гавайских телескопов «Канада-Франция-Гавайи» (CFHT) и «Gemini North». Предполагаемый возраст объекта — 12+8
−4 млн лет, что соответствует возрасту группы Беты Живописца.
Руководитель исследовательской команды, доктор Майкл Лью из Института астрономии Гавайского университета, заявил: «Мы никогда раньше не наблюдали объект, свободно плавающий в космосе, который выглядел бы подобным образом. У него есть все характеристики молодых планет, найденных вокруг других звёзд, но этот дрейфует в полном одиночестве». По наблюдаемым характеристикам объект похож на молодой газовый гигант. Температура на поверхности — около +885 °C.